# Köpstadsö
Köpstadsö, i dagligt tal Kössö (uttal: /'çœsœ/ eller /'çœsɛ/), är en småort och ö i Göteborgs södra skärgård. Den tillhör primärområdet Södra skärgården och stadsdelsnämndsområdet Västra Göteborg i Göteborgs kommun. Ön är 26 hektar stor, har drygt 100 åretruntboende och är känt för sina skottkärror.

## Beskrivning
På ön ligger några gårdar från den tid ön var ett centrum för skeppsfart och även hade ett eget varv. På öns södra sida ligger ett skyddat sund och öns båthamn, mer känt som Lilla Båtbryggan. Det finns en ångbåtsbrygga, ett samt platser för gästande båtar. Vid sundet är också ett antal (före detta) gårdar, som minnen från öns tid som redarö.
På Köpstadsö finns en förskola men inga affärer. Societetshuset "Smutten" finns dock kvar som ett minne från öns bakgrund som badort.
Hela Göteborgs södra skärgård är bilfri. På Kössö är även motorfordon (inklusive flakmoped) förbjudna, och inte heller cyklar är välkomna. Detta har lett till att de boende använder skottkärror som lastfordon mellan färjan och bostadshuset. Vid ångbåtsbryggan finns alltid ett stort antal skottkärror parkerade.
Köpstadsö har cirka 100 åretruntboende, ett antal som sommartid utökas med dubbelt så många sommarboende.
Det finns ingen kyrka på ön, men Svenska kyrkan i Styrsö församling använder Köpstadsö gamla skolhus för gudstjänster.

## Etymologi
"Tjösö" – en gammal stavning av Kössö/Köpstadsö med oklart ursprung – nämns i Hallands historia och beskrivning (1931) av Sven Petter Bexell. 1597 beskrivs ön (i Ortnamnsregistret) under namnet "Kiöbstedsöen". Från 1691 finns stavningen "Tiösöö" noterad.

## Historia
På Bexells karta för 1277 noteras att ön tillhör den danske konungen och Halland.
I Bexells bok skrivs även att det eventuellt skedde en gränsdragning vid mötet i Släp redan 1254 mellan svenska riksföreståndaren Birger Jarl, norske konungen Håkon Håkonsson och danske konungen Christopher. Denna gränsdragning skulle medfört att Tjösö – ihop med Aspö (Asperö), Styrsö, Donsö och Wrångö – kom att tillhöra Västergötland.
Från slutet av 1800-talet fram till 1930 fanns 27 båtar registrerade som hemmahörande på ön. Dessa transporterade alla slags varor efter svenska och de närmsta ländernas kuster. Den tidiga befolkningen på Kössö var inte fiskare utan skeppare och ägare till små skutor.

## Källhänvisningar
1. 1 2  Statistiska småorter 2023, befolkning, landareal, befolkningstäthet per småort, SCB, 28 november 2024, läs online.[källa från Wikidata]
2. ↑  Småorternas landareal, folkmängd och invånare per km² 2005 och 2010, korrigerad 2012-10-15, SCB, 15 oktober 2012, läs online, läst: 9 juli 2016.[källa från Wikidata]
3. ↑  Kodnyckel för SCB:s statistiska tätorter och småorter - Koppling mellan gammalt och nytt kodsystem, SCB, 11 november 2021, läs online.[källa från Wikidata]
4. ↑  "Svensk ortnamn med uttalsuppgifter", sid 15. Runeberg.org. Läst 28 juni 2014.
5. 1 2  Kössö vänner (2012-02-17): "Köpstadsö". Arkiverad 23 mars 2014 hämtat från the Wayback Machine. Vastsverige.com. Läst 29 juni 2014.
6. ↑  "KÖPSTADSÖ". Arkiverad 25 juni 2014 hämtat från the Wayback Machine. Goteborg.com. Läst 29 juni 2014.
7. 1 2  Andersson, Peter: "Geografi". nya.hembygd.se. Läst 28 juni 2014.
8. ↑  ”Köpstadsö”. Styrsö församling, Svenska kyrkan. https://www.svenskakyrkan.se/styrso/kopstadso. Läst 6 augusti 2016.
9. ↑  "Hallands historia och beskrivning", sid 573. Runeberg.org. Läst 28 juni 2014.
10. ↑  ”Registerkort:”. Institutet för språk och folkminnen. http://www4.sprakochfolkminnen.se/NAU/bilder/_s2ox001/220108a1/p2/0000484a.pdf. Läst 29 juni 2014.
11. ↑  ”Registerkort:”. Institutet för språk och folkminnen. http://www4.sprakochfolkminnen.se/NAU/bilder/_s2ox001/220108a1/p2/0000486a.pdf. Läst 29 juni 2014.